# Asbestopluma bilamellata
Asbestopluma bilamellata är en svampdjursart som beskrevs av Claude Lévi 1993. Asbestopluma bilamellata ingår i släktet Asbestopluma och familjen Cladorhizidae.
Artens utbredningsområde är havet kring Nya Kaledonien. Inga underarter finns listade i Catalogue of Life.